# Eugène Simon
Pour les articles homonymes, voir Simon et Eugène Simon (homonymie).
Eugène Louis Simon est un arachnologue et ornithologue français, né le 30 avril 1848 à Paris et mort le 17 novembre 1924 à Paris.
Possédant une importante fortune, Eugène Simon s’est consacré toute sa vie à sa passion : les sciences naturelles et particulièrement à l’étude des araignées et des colibris.

## Biographie
Eugène Simon est le fils d'un médecin et il s'intéresse tôt aux sciences naturelles. Il lit dans sa prime jeunesse Le Règne animal de Cuvier.

### Arachnologiste
Il devient un pionnier de la systématique des Arachnides dès la parution à l'âge de seize ans de son Histoire naturelle des araignées (1864-1884) qui se poursuit pendant vingt ans. Elle est suivie d'un très important Les Arachnides de France (1874-1937), immense publication dont les dernières parties paraissent après sa mort, grâce aux travaux de Lucien Berland et Louis Fage.
Simplement associé, il dispose néanmoins d’un bureau au Muséum national d'histoire naturelle. Il fait de nombreux voyages afin d’enrichir ses collections.
Eugène Simon réalise un travail de clarification considérable dans la taxinomie et est l’auteur de nombreux nouveaux taxons. Il est l'auteur de 319 publications sur les araignées à propos desquelles il voyage en France, en Italie (1864), en Espagne (1865-1868), en Corse, en Sicile et au Maroc (1869), en Tunisie et en Algérie (1875). Il explore le Venezuela du 26 décembre 1887 au 7 avril 1888, ce qui le conduit à visiter La Guaira, Maiquetía, Caracas, Colonia Tovar, le massif d'El Ávila, Puerto Cabello, San Esteban et les berges du lac de Valencia.
Il parcourt aussi l'Égypte, Suez et Aden (1889-1890), visite les Philippines (1890-1891), l'Afrique du Sud (1893), ainsi que Ceylan et l'Inde du Sud en 1892. Lorsqu'il s'arrête à Madura, il décrit pour la première fois le genre Poecilotheria dans son ouvrage Matériaux pour servir à la faune arachnologique de l'Asie méridionale. Il publie en 1890 ses Études sur les Arachnides du Yémen dans les Annales de la Société entomologique de France.
Pierre Bonnet (1897-1990) écrit en 1945 dans sa Bibliographia Araenorum: « c’est certainement le plus grand arachnologue que nous ayons eu jusqu’ici. »
Toutefois, son matériel n'étant pas inventorié, des redécouvertes régulières voient parfois le jour.

### Ornithologue
En plus des araignées, Eugène Simon collectionne les oiseaux. Il étudie les colibris (Trochilidae) en décrivant plusieurs espèces et sous-espèces. Il définit les genres Anopetia, Stephanoxis, Haplophaedia et Taphrolesbia. Son ouvrage de fond concernant les colibris s'intitule Histoire naturelle des Trochilidae et paraît en 1921.
Eugène Simon préside à trois reprises la Société entomologique de France, en 1875, en 1887 et en 1901. Il en est président d'honneur en 1908. Il préside aussi la Société zoologique de France en 1882.
En 1909, il devient membre-correspondant de l'Académie des sciences de l'Institut de France. Il était ami, grâce à leurs travaux communs, de zoologistes plus jeunes comme Jacques Berlioz (1891-1975) et Louis Fage (1883-1964).

## Botanique
On lui doit également quelques publications en botanique.

## Quelques publications
- 1864-1884. Histoire naturelle des araignées, Librairie encyclopédique de Roret, Paris
- 1872. Arachnides de Syrie, rapportés par M. Charles Piochard de La Brûlerie, in: Annales de la Société entomologique de France, Séries 5, 11, p. 245-264.
- 1875. Les Arachnides de France, Librairie encyclopédique de Roret
- 1877. Arachnides nouveaux ou peu connus, in: Annales de la Société entomologique de France (1) 6, p. 225-242.
- 1879. Essai d'une classification des Galéodes, remarques synonymiques et description d'espèces nouvelles ou mal connues, in: Annales de la Société entomologique de France, Séries 5, Tome IX, p. 93-154, planche 3
- 1879. Arachnides de France (VII volume, analyse), in: Annales de la Société entomologique de France (V) 9: CLX-CLXI
- 1879. Les Ordres des Chernetes, Scorpiones et Opiliones, in: Les Arachnides de France), vol. VII, p. 1-332, Librairie encyclopédique de Roret, Paris
- 1880. Description de deux nouveaux genres de l'ordre des Solifugae, in: Annales de la Société entomologique de France, Séries 5, X, p. 399-402
- (it) 1882. I. Viaggio ad Assab nel mar Rosso, dei signori G. Doria ed O. Beccari con il R. Avviso "Esploratore" dal 16 novembre 1879 al 26 Febbraio 1880. II Étude sur les Arachnides du Yémen méridional, Annali del Museo Civico di Storia Naturale di Genova, XVIII, p. 207-260.
- 1884. Arachnides recueillis par M. l'abbé A. David à Smyrne, à Beïrout et à Akbès en 1883, in: Études arachnologiques, 15e Mémoire, Annales de la Société entomologique de France (VI) 4, p. 181-196
- (en) 1885. Certain histological and anatomical features of the nervous system of a large Indian spider, Poecilotheria, in: American Zoologist 9 (1), p. 113-119
- 1885. Matériaux pour servir à la faune arachnologique de l'Asie méridionale. I. Arachnides recueillis à Wagra-Karoor près Gundacul, district de Bellary par M. M. Chaper. II. Arachnides recueillis à Ramnad, district de Madura par M. l'abbé Fabre, in: Bulletin de la Société zoologique de France, X, p. 1-39
- 1885. Etudes sur les Arachnides recueillis en Tunisie, en 1883 et 1884, par MM. A. Letourneux, M. Sédillot, et Valéry Mayet, vol. 8: IV + 1-59 in: Ministère de l'éducation nationale (France). 1885–1903. Exploration scientifique de Tunisie. Dix volumes.
- 1885. Matériaux pour servir à la faune des Arachnides de la Grèce, in: Annales de la Société entomologique de France (VI) 4, p. 305-356
- 1885. Matériaux pour servir à la faune arachnologique de l'Asie méridionale. I. Arachnides recueillis à Wagra-Karoor près Gundacul, district de Bellary par M. M. Chaper. II. Arachnides recueillis à Ramuad, district de Madura par M. l'abbé Fabre, in: Bull. Soc. zool. France, X, p. 1-39
- 1888. Arachnides recueillis dans le sud de l'Afrique par le Dr. Hans Schinz, in: Annales de la Société entomologique de France, VII, p. 369-384
- 1889. Notes sur quelques espèces de Trochilidés, in: Mémoires de la Société zoologique de France. vol. 2, 1889, p. 226–231
- 1890. Études sur les Arachnides du Yémen, in: Annales de la Société entomologique de France (VI) 10, p. 77-124
- 1890. Étude sur les Arachnides recueillis par M. L. von Höhnel, officier de la marine autrichienne, pendant l'expédition de M. le comte Sámuel Teleki dans l'Afrique orientale équatoriale, en 1887–1888, in: Annales de la Société entomologique de France (VI) 10, p. 125-130
- 1891. Description de deux espèces nouvelles d'Arachnides rec. dans le Sahara par le Dr. R. Blanchard, in: Bulletin de la Société zoologique de France, XIV, p. 198-199
- 1892. Liste des arachnides recueillis en Syrie par M. Le Dr Théod. Barrois, in: Résultats scientifiques d'un voyage entrepris en Palestine & en Syrie par le Dr Th. Barrois, Revue Biologique du nord de la France 5 (2), p. 3-7
- 1895. Galeodes graecus C.L. Koch, in: Annales de la Société entomologique de France (V) 9, p. 96-100
- 1897. Arachnides recueillis par M. M. Maindron à Mascate, en octobre 1896, in: Bulletin du Muséum national d'histoire naturelle, Paris, III, p. 95-97
- 1897. Catalogue des espèces actuellement connues de la famille des Trochilidés, Paris, L. Mulo, 1897, 416 pages
- 1898. Trois semaines d'herborisations en Corse, La Rochelle, avec Julien Foucaud.
- 1899. Liste des Arachnides recueillis en Algérie par M. P. Lesne et description d'une espèce nouvelle, in: Bulletin du Muséum national d'histoire naturelle, Paris, V, p. 82-85-86
- 1899. Arachnides recueillis par M. C.-J. Dewitz en 1898, à Bir-Hooker (Wadi Natron), en Égypte, in: Bulletin de la Société entomologique de France, 68, p. 244-247
- 1905. Voyage de M. Maurice Maindron dans l'Inde méridionale (mai à novembre 1901), 7e Mémoire. Arachnides (1re partie), in: Annales de la Société entomologique de France, 74, p. 160-180
- 1909. Etude sur les arachnides recueillis au Maroc par M. Martinez de la Escalera (es) en 1907, in: Memorias de la Real Sociedad Española de Historia Natural, 6 (1), p. 1-43
- 1909. Voyage de M. Maurice de Rothschild en Éthiopie et dans l'Afrique orientale anglaise (1904–1906). Arachnides 1. Part., in: Annales de la Société entomologique belge, 53, p. 29-43
- 1921. Histoire naturelle des Trochilidae, L. Mulo, Paris

## Distinctions
- Officier de la Légion d'honneur (1923)